# Klaus
Klaus er et drengenavn. Oprindelsen kan enten være det græske Nikolaus (vinder for folket) eller en germansk form af det romerske Claudius, som er afledt af navnet på patricierslægten Claudierne.
Navnet findes også i varianterne: Klavs, Claus, Claes, Klaes, Klas, Clavs, Claudius og Claudio. Navnedag er den 6. juni. I Danmark er der over 30.000 personer, der bærer et af navnene, deraf over 20.000 varianten Claus.
Nogle af navnene anvendes undertiden som efternavne.

## Kendte personer med navnet

### Fornavn
- Claudius, Claudius II, romerske kejsere.
- Klaus Augenthaler, tysk fodboldspiller og -træner.
- Claes Bang, dansk skuespiller.
- Klaus Barbie, tysk naziforbryder.
- Klaus Berggreen, dansk fodboldspiller.
- Klaus Berntsen, dansk højskolemand og konseilspræsident.
- Claes Birch, dansk billedehugger.
- Klaus Bondam, dansk skuespiller og borgmester.
- Claus Borre, dansk sportsjournalist.
- Klaus Maria Brandauer, østrigsk skuespiller.
- Claus Bryld, dansk historiker og tidligere venstrefløjsaktivist.
- Claus Bue, dansk skuespiller.
- Claus von Bülow, dansk-engelsk jurist og skribent.
- Claudio Chiappucci, italiensk cykelrytter.
- Claus Deleuran, dansk tegneserietegner.
- Claus Flygare, dansk skuespiller, instruktør og forfatter.
- Claus Hjort Frederiksen, dansk politiker og finansminister.
- Klaus Hækkerup, dansk folketingspolitiker.
- Klaus Høeck, dansk digter.
- Claus Møller Jakobsen, dansk håndboldspiller.
- Claus Jensen, dansk fodboldspiller.
- Klavs Bruun Jørgensen, dansk håndboldspiller.
- Klaus Kinski, tysk skuespiller.
- Claus Larsen-Jensen, dansk folketingspolitiker.
- Klaus Lynggaard, dansk digter, kritiker og sanger.
- Klaus Mann, tysk forfatter.
- Claus Meyer, dansk kok.
- Claudio Monteverdi, italiensk komponist.
- Klaus Scharling Nielsen, dansk skuespiller.
- Claus Nissen, dansk skuespiller.
- Klaus Pagh, dansk skuespiller.
- Claus Pedersen, dansk bordtennisspiller.
- Klaus Riskær Pedersen, dansk forretningsmand.
- Claus Hagen Petersen, dansk journalist.
- Klaus Rifbjerg, dansk forfatter.
- Claus Ryskjær, dansk skuespiller.
- Claus Strandberg, dansk skuespiller.
- Klaus Voormann, tysk billedkunstner, musiker og producer.
- Klaus Wunderlich, tysk hammondorgelspiller.

### Efternavn
- Václav Klaus, tjekkisk politiker og præsident.

## Navnet anvendt i fiktion
- Santa Claus er den almindelige betegnelse i engelsktalende lande for Julemanden.
- Lille Claus og store Claus er et af H.C. Andersens mest kendte eventyr.
- Klaus Krikke er en biperson i Anders And-universet.
- Klaus Kludder er hovedpersonen i tegneserien af samme navn.
- Med lille Klas i kufferten er en svensk-dansk film fra 1984.
- Claudius er Hamlets onkel i William Shakespeares teaterstykke Hamlet.

## Andre anvendelser
- Klaus & Servants er et poporkester ledet af Klaus Strand-Holm.
- Klavs Nars Holm er en ø i Farum Sø.